# Budge Patty
John Edward Patty, detto Budge (Fort Smith, 11 febbraio 1924 – Losanna, 3 ottobre 2021), è stato un tennista statunitense che nel 1950 raggiunse la prima posizione mondiale.

## Carriera
Nel 1950 vinse il singolare maschile sia al Torneo di Wimbledon che agli Internazionali di Francia, solo altri due tennisti americani sono riusciti a vincere entrambi i tornei nello stesso anno: Don Budge nel 1938 quando vinse tutti e quattro i tornei del Grande Slam e Tony Trabert nel 1955.

Aveva raggiunto la finale del Roland Garros già nel 1949 ma venne sconfitto da Frank Parker per 6-3, 1-6, 6-1, 6-4.

Nel 1957 insieme a Gardnar Mulloy arrivò alla finale di due tornei dello slam vincendo la prima a Wimbledon ma perdendo agli U.S. National Championships contro Ashley Cooper e Neale Fraser.

Al di fuori dei tornei dello Slam vinse per due volte gli Internazionali di Germania (1953 e 1954) e una volta gli Internazionali d'Italia 1954.
 Ad Amburgo si è aggiudicato anche per tre volte consecutive il torneo di doppio (1953-1955) in coppia con Gottfried von Cramm, mentre a Roma lo ha vinto nel 1950 e nel 1953.
È stato inserito nella International Tennis Hall of Fame nel 1977.

## Finali del Grande Slam

### Vinte (2)
| Anno | Torneo        | Avversario in finale | Risultato               |
| 1950 | Roland Garros | Jaroslav Drobný      | 6–1, 6–2, 3–6, 5–7, 7–5 |
| 1950 | Wimbledon     | Frank Sedgman        | 6–1, 8–10, 6–2, 6–3     |

### Perse (1)
| Anno | Torneo        | Avversario in finale | Risultato          |
| 1949 | Roland Garros | Frank Parker         | 6–3, 1–6, 6–1, 6–4 |